# Alfonso Petersen Farah
Alfonso Petersen Farah (Guadalajara, 2 februari 1961) is een Mexicaans medicus en politicus van de Nationale Actiepartij (PAN).
Petersen is afgestudeerd als internist. Onder Francisco Javier Ramírez Acuña was hij minister van gezondheid van de deelstaat Jalisco. In 2006 werd hij gekozen tot burgemeester van Guadalajara, zijn termijn loopt van 2007 tot 2010.